# Copris cariniceps
Copris cariniceps är en skalbaggsart som beskrevs av Felsche 1910. Copris cariniceps ingår i släktet Copris och familjen bladhorningar. Inga underarter finns listade i Catalogue of Life.